# Sân vận động Olympic Pedro Ludovico
Sân vận động Olympic Pedro Ludovico (tiếng Bồ Đào Nha: Estádio Olímpico Pedro Ludovico) là một sân vận động ở Goiânia, Brasil. Sân có sức chứa 13.500 chỗ ngồi. Đây là sân nhà của Goiânia. Đây là một trong những sân vận động đã tổ chức các trận đấu của Giải vô địch bóng đá U-17 thế giới 2019 và Cúp bóng đá Nam Mỹ 2021.